# Muzyka country
Muzyka country – odmiana muzyki rozrywkowej, która powstała w USA w pierwszym dziesięcioleciu XX wieku z ballad kowbojskich i traperskich, śpiewanych przez wędrownych grajków wyposażonych w bardzo skromne instrumentarium – banjo, gitara, skrzypce itp.

## Cechy stylu muzycznego
Pierwotnie prosta, oparta na trzyakordowym schemacie i instrumentarium składającym się z akustycznej gitary, skrzypiec i prostego zestawu perkusyjnego, wywodziła się z ortodoksyjnego folku z Appalachów. Z czasem wypracowała bardziej złożone instrumentarium, a jej forma stała się bardziej wyrafinowana. Zaczęła ulegać wpływom innych gatunków muzyki rozrywkowej takich jak: jazz, rock and roll (który według znawców pochodzi od country i początkowo wiele czerpał z jej doświadczeń), rock i pop.
Operuje stosunkowo prostym instrumentarium, na które obok sekcji rytmicznej składają się charakterystycznie brzmiące: gitara hawajska (pedal steel guitar); gitara akustyczna i gitara elektryczna oraz harmonijka ustna, a często także: banjo, skrzypce i pianino, tzw. honky tonk (celowo nieco rozstrojone). Utwory country to z reguły dynamiczne proste piosenki oparte na schemacie rockandrollowym i liryczne ballady, nierzadko w rytmie walca. Ich teksty opowiadają o codziennych sprawach zwykłych ludzi (miłość, praca, zabawa, problemy finansowe, kłopoty z dziećmi itp.).
Z czasem muzyka country wykształciła mnogość podgatunków i stylów. Do najważniejszych należą:
- country rock
- country alternatywne
- country punk
- bluegrass
- współczesne country
- country pop
- Honky Tonk
- progresywne country
- tradycyjne country
- western swing

## Muzyka country w Polsce
Jedną ze znanych imprez muzyki country w Polsce jest międzynarodowy Piknik Country odbywający się co roku w Mrągowie.
Od 2015 roku, dzień 30 września obchodzony jest jako Polski Dzień Muzyki Country. Celem obchodów jest integracja środowiska (słuchacze, artyści, promotorzy, menedżerowie, organizatorzy wydarzeń), podniesienie świadomości Polaków na temat country i znaczenia tej muzyki w Polsce (w tym wiedza o artystach, reprezentatywnych inicjatywach) i edukacja fanów muzyki na temat źródeł i odmian tego gatunku. Inicjatorem jest dziennikarz Wojciech Sobczak-Wojeński, autor tekstu piosenki „Chcemy Country” wykonywanej przez Pawła Bączkowskiego, autora muzyki.